# Regionalwahl in Latium 2013
Die Regionalwahl in Latium 2013 fand am 24. und 25. Februar statt; der Regionalrat und der Präsident der Region Latium wurden gleichzeitig gewählt.

## Wahlergebnis
| Kandidaten                                 | Kandidaten               | Stimmen   | %    | Listen                                | Stimmen   | %    | Mandate |
| ------------------------------------------ | ------------------------ | --------- | ---- | ------------------------------------- | --------- | ---- | ------- |
|                                            | Nicola Zingarettigewählt | 1.330.398 | 40,7 | Partito Democratico                   | 834.286   | 29,7 | 13      |
| Lista Civica Zingaretti Presidente         | Nicola Zingarettigewählt | 1.330.398 | 40,7 | 126.646                               | 4,5       | 2    |         |
| Sinistra Ecologia Libertà                  | Nicola Zingarettigewählt | 1.330.398 | 40,7 | 103.692                               | 3,7       | 1    |         |
| Partito Socialista Italiano                | Nicola Zingarettigewählt | 1.330.398 | 40,7 | 55.588                                | 2,0       | 1    |         |
| Centro Democratico                         | Nicola Zingarettigewählt | 1.330.398 | 40,7 | 48.748                                | 1,7       | 1    |         |
| Mandate der Listengruppe                   | Nicola Zingarettigewählt | 1.330.398 | 40,7 | –                                     | –         | 11   |         |
| ↳ Gesamt                                   | Nicola Zingarettigewählt | 1.330.398 | 40,7 | 1.168.960                             | 41,6      | 29   |         |
|                                            | Francesco Storace        | 959.683   | 29,3 | Il Popolo della Libertà               | 595.220   | 21,2 | 9       |
| Fratelli d’Italia – Centrodestra Nazionale | Francesco Storace        | 959.683   | 29,3 | 107.731                               | 3,8       | 1    |         |
| La Destra                                  | Francesco Storace        | 959.683   | 29,3 | 94.113                                | 3,4       | 1    |         |
| Lista Storace Presidente                   | Francesco Storace        | 959.683   | 29,3 | 45.997                                | 1,6       | 1    |         |
| Lega Centro                                | Francesco Storace        | 959.683   | 29,3 | 32.979                                | 1,2       | –    |         |
| Federazione dei Cristiano Popolari         | Francesco Storace        | 959.683   | 29,3 | 18.176                                | 0,6       | –    |         |
| Movimento Cittadini e Lavoratori           | Francesco Storace        | 959.683   | 29,3 | 10.959                                | 0,4       | –    |         |
| Moderati in Rivoluzione                    | Francesco Storace        | 959.683   | 29,3 | 8.213                                 | 0,3       | –    |         |
| Grande Sud                                 | Francesco Storace        | 959.683   | 29,3 | 3.905                                 | 0,1       | –    |         |
| Fronte Verde - Tutti Insieme per l’Italia  | Francesco Storace        | 959.683   | 29,3 | 2.021                                 | 0,1       | –    |         |
| Rinnovatori Liberali - Rete Liberal        | Francesco Storace        | 959.683   | 29,3 | 1.083                                 | 0,0       | –    |         |
| Alleanza di Centro                         | Francesco Storace        | 959.683   | 29,3 | 464                                   | 0,0       | –    |         |
| Nicht gewählte Direktkandidat              | Francesco Storace        | 959.683   | 29,3 | –                                     | –         | 1    |         |
| ↳ Gesamt                                   | Francesco Storace        | 959.683   | 29,3 | 920.861                               | 32,8      | 13   |         |
|                                            | Davide Barillari         | 661.865   | 20,2 | Movimento 5 Stelle                    | 467.249   | 16,6 | 7       |
|                                            | Giulia Bongiorno         | 154.986   | 4,7  | Bongiorno Presidente (SC - UdC - FLI) | 124.244   | 4,4  | 2       |
|                                            | Sandro Ruotolo           | 71.219    | 2,2  | Rivoluzione Civile                    | 58.685    | 2,1  | –       |
|                                            | Simone Di Stefano        | 26.057    | 0,8  | CasaPound Italia                      | 18.491    | 0,7  | –       |
|                                            | Alessandra Baldassari    | 18.772    | 0,6  | Fare per Fermare il Declino           | 14.315    | 0,5  | –       |
|                                            | Giuseppe Rossodivita     | 14.567    | 0,4  | Lista Amnistia Giustizia Libertà      | 10.956    | 0,4  | –       |
|                                            | Roberto Fiore            | 12.168    | 0,4  | Forza Nuova                           | 7.774     | 0,3  | –       |
|                                            | Luca Romagnoli           | 11.245    | 0,3  | Fiamma Tricolore - Destra Sociale     | 7.473     | 0,3  | –       |
|                                            | Luigi Sorge              | 8.980     | 0,3  | Partito Comunista dei Lavoratori      | 5.886     | 0,2  | –       |
|                                            | Giuseppe Strano          | 2.802     | 0,1  | Rete dei Cittadini                    | 2.536     | 0,1  | –       |
| Gesamt                                     | Gesamt                   | 3.272.742 | 100  |                                       | 2.807.430 | 100  | 51      |